# Mary Karlino Madut
Mary Karlino Madut là một chính trị gia người Nam Sudan. Bà đã từng là Bộ trưởng Bộ Quốc hội của Western Bahr el Ghazal kể từ ngày 18 tháng 5 năm 2010 